# Giacomo Alfonso Ferrillo
Giacomo Alfonso Ferrillo (... – 1530 circa) è stato un nobile italiano, conte di Acerenza e Muro e signore di Montefredane.

## Biografia
Era il figlio di Mazzeo (o Matteo) Ferrillo, camerlengo e consigliere di re Ferrante d'Aragona e precettore del giovane duca di Calabria Alfonso d'Aragona, e di Maria Anna Rossi. Ebbe per fratelli Giovanni Antonio, Diana, Clemenza e Beatrice. Essendo il primogenito, Giacomo Alfonso ereditò dal padre le contee di Acerenza e Muro e i feudi di Genzano, Montefredane, Rodi e Spinazzola.
Sconosciuta è la sua data di nascita e poche le notizie sulla sua vita. Doveva essere ancora alquanto giovane quando, trovandosi in Grecia a combattere come cavaliere dell'ordine del Drago, ne fu cacciato dai turchi, e fece ritorno a Napoli portando in salvo con sé il despota di Larta, la vedova di Scanderberg Andronica Cominata e la nipote di quest'ultima: una bambina di sette anni di nome Maria Balsa, la quale crebbe alla corte di re Ferrante.
Antonio Terminio lo descrive come un cavaliere di "gentilissimi costumi", affabile, giusto e pure alquanto letterato. Riferisce che fu inoltre appassionato di antiquaria e che fece in più luoghi dei suoi feudi dipingere in forma di medaglia i ritratti dei propri antenati. Fu anche segretario di Beatrice d'Aragona, figlia di Ferrante.
Per volere di Ferrante e della regina sua moglie, Giacomo Alfonso prese in sposa quella stessa Maria Balsa che anni prima aveva condotto in salvo dalla Grecia. I coniugi finanziarono il restauro della cattedrale di Acerenza, devastata nel 1456 da un terribile terremoto, stanziando ben 16 000 ducati.
Dall'invasione del Regno di Napoli da parte del francesi avvenuta nel 1494 e dalle invasioni successive – che portarono alla fine della dinastia Aragonese di Napoli – Giacomo Alfonso ricevette grandissimi danni, perdendo oltre centomila ducati tra raccolti di grano, bestiami e altri beni mobili. Alla sua morte, da collocarsi non oltre il 1530, l'eredità fu divisa fra le sue due figlie.

## Discendenza
Dalla moglie Maria ebbe soltanto due figlie:
- Beatrice, moglie di Ferdinando Orsini, duca di Gravina; alla morte del padre ereditò il contado di Muro con Acerenza;
- Isabella, signora di Montefredane, la quale sposò Luigi Gesualdo, conte di Conza e signore di Sant'Angelo all'Esca e Villamaina.